# Antimarteria
Antimarteria ist ein Film von Specter Berlin aus dem Jahr 2017, den dieser in Zusammenarbeit mit dem Rapper Marteria als Begleitung zu dessen fast gleichzeitig erschienenem Album Roswell schuf.

## Handlung
In Südafrika. Marteria und seine Homies schlagen im Umland von Kapstadt die Zelte auf, um Spaß zu haben und seinen Geburtstag zu feiern. Elfenstaub ist die teuerste Droge des Planeten Erde, noch wertvoller als Kokain und Gold zusammen, daher werden auf der Suche nach Elfenstaub auch menschenähnliche Wesen mit elfenbeinartigen Zähnen gejagt. Einige unmoralische Menschen handeln trotzdem damit, so der Dealer-Baron Bronte und seine Bande. Brontes Elfenstaub stammt jedoch vom Menschen, was Marteria noch zum Verhängnis werden soll.
Am Ende des Films erfolgt eine kryptische Warnung: „Das ganze Universum steckt in jedem von uns. Wir sind der Hass, die Armut und die fette Party. […] Wir sind die Täter, skrupellos, selbstsüchtig. Wir sind die Opfer […] Wir haben mit unserem Raubzug das große Feuer entfacht und den Phoenix verbrannt. Unser Selbstmord ist im vollen Gange. Doch wir sind nicht nur das Problem, wir sind auch die Lösung.“

## Produktion

### Stab und Idee
Regie führte Specter Berlin. Der Film entstand in Zusammenarbeit mit dem Sänger Marteria als Begleitung zu dessen fast zeitgleich erschienenem Album Roswell. Mit dem einstigen Gründer von Aggro Berlin und heutigem Regisseur von Musikvideos, hatte Marteria in Afrika zuvor bereits das Video zu Das Geld muss Weg gedreht. Die Musik, die im Film zum Einsatz kommt, wurde Marterias Album Roswell entnommen. Antimarteria wechselt in den Comic- oder Infrarot-Modus, wenn die Kampfszenen zu brutal werden.  Die Animationen im Comic-Stil übernahm das österreichische Studio Neuer Österreichischer Trickfilm unter der Leitung von Jan Siggel.
In einem Interview mit szenerostock.de sagte Marteria, die Idee sei über den Song Elfenbein bekommen, wonach er sich mit Specter getroffen habe: „Wir haben stundenlang gesessen und irgendwann gemerkt, dass da mehr drin ist als ein Musikvideo. Dass man einen richtigen Film daraus machen kann. Und neben dem Musikvideo gibt es jetzt eben noch einen richtig geilen Film. Der ganz viel von der Platte und von mir preisgibt, auch die dunklen Seiten dieser Welt aufzeigt. Das war eine total intensive und aufregende Zeit.“ Schon im Vorfeld hat Marten klargemacht, wie wichtig und bedeutend dieses Projekt für ihn sei und wie viel Liebe in diesem stecke. Marteria selbst beschreibt Antimarteria als einen Film voller Metaphern und Gleichnisse, voller Referenzen auf Popkultur und griechische Mythologie, aber auch seine persönliche Geschichte und Science Fiction spielten im Film eine Rolle, so der Sänger.

### Besetzung und Dreharbeiten

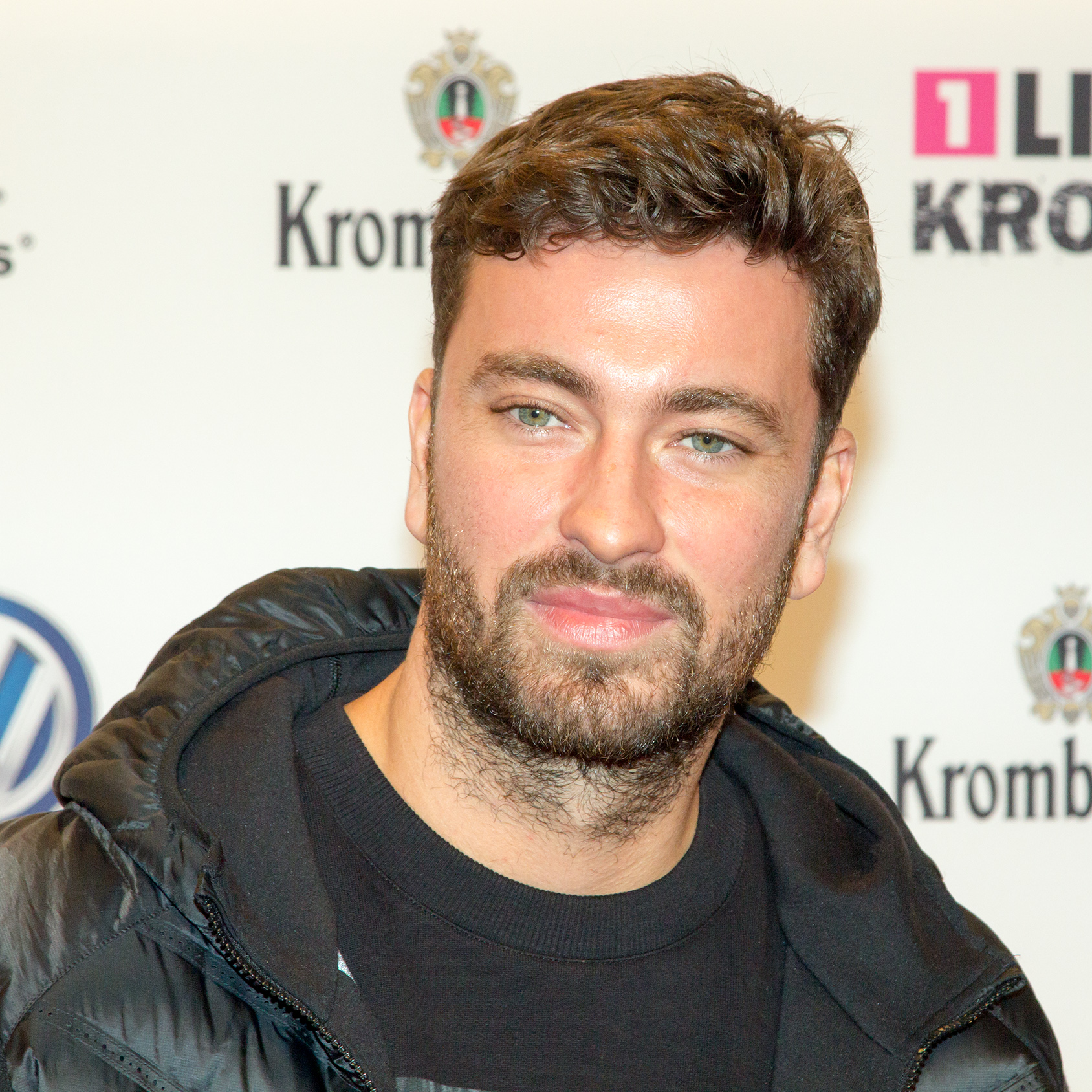
Marteria

Der Film zeigt Marten Lacinys aka Marterias Alter Ego Marsimoto. In einer weiteren Hauptrolle ist Inge Dippenaar in der Rolle eines mysteriösen Kindes zu sehen, das bereits von der Artwork des Albums bekannt war. Frederick Lau und der Fotograf Paul Ripke spielen Marterias Dudes. Weitere Rollen wurden mit Emilia Schüle, Miss Platnum, Trystan Pütter, Sascha Alexander Gersak und Axel Roschlock besetzt.
Als Kameramann fungierte Armin Franzen. Gedreht wurde der Film über mehrere Wochen in Südafrika.

### Marketing und Veröffentlichung
Ende Mai 2017 wurde ein Teaser-Trailer zum Film veröffentlicht.
Am 7. Juni 2017, knapp zwei Wochen nach Veröffentlichung des neuen Albums Roswell, feierte der Film im Kino International in Berlin seine Premiere. Nach der Premiere war der Film frei im Internet zugänglich.

## Rezeption
Bei laut.de heißt es, das bunte und pompöse Farbenspiel, das der Regisseur für Antimarteria einfängt, sei einfach ganz großes Kino: „Die eindrucksvollen Landschaftsbilder und Einblicke in die Townships von Südafrika sind höchst sehenswert.“ Neben den Bildern sei vor allem die Musik charakteristisch, was aber null nerve, obwohl es klar die reinste Werbeveranstaltung sei, so laut.de, und einzelnen Lieder von Roswell kämen durch den Film erst so richtig zur Geltung: „Man kann anhand der visuellen Unterstützung viel besser nachvollziehen, was sich Marten bei speziellen Songs gedacht haben muss. Das wird vor allem bei Elfenbein oder Blue Marlin deutlich. Ein paar mehr Dialoge hätten dem Streifen auf der anderen Seite aber auch nicht gerade geschadet.“
Weil der Fokus des Films ganz klar auf der Musik und den Bildern liege, so Uli Rich von 16bars.de, habe man daher zeitweise auch das Gefühl, ein unfassbar aufwändig produziertes Musikvideo mit Überlänge anzusehen. Auch Rich bemerkt, dass viele Stücke des Albums durch die Visualisierung des Films noch mehr Sinn als auf Platte ergeben. Rich meint, aufgrund der omnipräsenten Alien-Thematik sollten vor allem Anhänger von Martens Alter Ego Marsimoto auf ihre Kosten kommen, der im Film auch eine Rolle hat: „Allen die Lust haben sich mal für die Spielzeit von 57 Minuten in eine andere Welt zu beamen und aus ihrem Leben auszurasten, ist der Film ebenfalls zu empfehlen.“
Anna Woller von Radio Fritz erklärt, trotzt Spielfilmlänge handele es sich bei Antimarteria nicht um einen richtigen Spielfilm, da sich darin keine klare Handlung oder Dramaturgie erkennen ließen, sondern es um eine Droge aus mysteriösem Elfenbeinpulver gehe und dem damit verbundenen Trip. Woller erklärt: „Antimarteria ist eher, sagen wir mal, ein bebilderter Klangteppich mit viel Marteria-Musik. Wer die Musikvideos zu Das Geld muss weg und Aliens kennt, dem wird der Film sehr vertraut vorkommen. Der Film will wohl eine Art modernes Märchen sein, spielt in einem Township in Afrika und in der Wüste. Storymässig lassen sich aber nur Fragmente erkennen.“